# The Singles 1992-2003
The Singles 1992-2003 is een compilatie-album van de Amerikaanse band No Doubt. Op het album staan alle singles die No Doubt heeft uitgegeven tussen 1992 en 2003, plus één nieuw nummer: een gecoverde versie van "It's My Life", waarvan het origineel van Talk Talk is.  Dit nummer verscheen op single. Zangeres Gwen Stefani  wilde de nadruk gaan leggen op haar solocarrière na het verschijnen van het album.